# Star-Child

Star-Child est une œuvre pour voix et orchestre composée par George Crumb en 1977, et révisée en 1979.

## Histoire
Cette œuvre est une commande de la Fondation Ford pour l'Orchestre philharmonique de New York et Pierre Boulez.
Si le titre est Star-Child, « Enfant-étoile » en anglais, le compositeur américain a choisi un texte en latin pour les voix. Il reprend des extraits du Dies irae, d'un texte du XIIIe siècle sur le Massacre des Innocents, et une citation de l'évangile selon Jean (XII-36).
Son exécution demande environ 35 minutes. C'est l'œuvre de plus longue durée de George Crumb. C'est aussi son œuvre à l'effectif le plus important : elle réclame quatre chefs d'orchestre pour la diriger.
Star-Child est créé le 5 mai 1977, à New York, par Irene Gobrud (soprano), le chœur d'enfants de la Little Church Around The Corner et de la Trinity School, l'Orchestre philharmonique de New York sous la direction de Pierre Boulez, David Gilbert, James Chambers et Larry Newland.
L'œuvre est enregistrée en 1999, dans une interprétation de Susan Narucki (soprano), Joseph Alessi (trombone), Paul Cesarczyk et George Crumb (cloches), l'orchestre et chœur philharmonique de Varsovie dirigé par Thomas Conlin. Lors de la 43e remise annuelle des Grammy Awards, cet enregistrement obtient le prix de la meilleure composition classique contemporaine en 2000.

## Mouvements
1. Introduction: Desolato
2. Vox Clamans In Deserto
3. Ascensus Potestatum Tenebrarum
4. Musica Apocalyptica
5. Seven Trumpets of the Apocalypse
6. Adventus Puerorum Luminis
7. Hymnus Pro Novo Tempore

## Effectif
1. Soprano, chœur d'enfants antiphonal, chœur parlé d'hommes
2. Cloches et grand orchestre